# 永國公主
永國公主（?—?），本名不詳，為北宋第一代皇帝宋太祖的皇女，母不详。
永國公主早早夭折，在其父宋太祖赵匡胤在位时没有被封为公主，宋徽宗即位后，于元符三年（1100年）三月，追封她为永國大長公主。后改公主为帝姬，政和四年（1114年）十二月，改封宣惠大長帝姬。